# Roklubben Ægir
Roklubben Ægir er en dansk roklub i Aalborg som er grundlagt i 1942. Den daglige roning foregår på Limfjorden, i havneløbet Aalborg Havn og omkring øen Egholm.
Ægir er medlem af Dansk Forening for Rosport og er en af flere roklubber i Aalborg. Der ligger også Aalborg Roklub, som udelukkende optager mænd, og Aalborg Dameroklub ditto kvinder.[kilde mangler]

## Etymologi
Klubnavnet Ægir kommer fra den nordiske mytologi, hvor det er navnet på kongen over havet. Roklubben bar ved åbningen navnet Arbejdernes Roklub (ARK). Roklubben startede, på samme tid som Dansk Arbejderidræt (DAI) var en stor bevægelse, og skibsbyggere fra Aalborg Værft var der mange af i roklubben. I oktober 1955 ændrede klubben navn til Ægir.